# ویشواناتان ساسیسخاران
ویشواناتان ساسیسخاران(به انگلیسی: Viswanathan Sasisekharan) (متولد ۱۹۳۳) یک بیوفیزیکدان هندی است که به دلیل کارهایش در مورد ساختار و ترکیب پلیمرهای زیستی شناخته می‌شود. او استفاده از زوایای پیچشی را برای توصیف ترکیبات پلی‌پپتیدی و پروتئینی، که یک اصل اساسی در نمودار (φ, ψ) است، معرفی کرد. این نمودار بعداً به عنوان نمودار راماچاندران شناخته شد. علاوه بر این، او مدل‌های جایگزین ساختار DNA را پیشنهاد کرد که بینش‌هایی فراتر از مدل استاندارد مارپیچ دوگانه ارائه می‌کرد. برای کمک‌های خود به علوم زیستی، او در سال ۱۹۷۸ جایزه Shanti Swarup Bhatnagar Prize for Science and Technology، یکی از بالاترین جوایز علمی هند را دریافت کرد.

## همچنین ببینید
- Ramachandran plot
- جی ان راماچاندران
- مارپیچ دوگانه اسید نوکلئیک